# میانمار در المپیک تابستانی ۲۰۲۴
کاروان المپیکی میانمار، یکی از کاروان‌های شرکت‌کننده در بازی‌های المپیک تابستانی ۲۰۲۴ بود. این دوره از بازی‌ها از ۲۶ ژوئیه تا ۱۱ اوت ۲۰۲۴ (۵ تا ۲۱ امرداد ۱۴۰۳ خورشیدی) به میزبانی پاریس، پایتخت فرانسه برگزار شد. این حضور، نوزدهمین تجربه این کاروان در المپیک پس از نخستین حضور در المپیک ۱۹۴۸ بود. از آن زمان تاکنون، این کاروان تنها در المپیک ۱۹۷۶ شرکت نکرده است. 
کاروان میانمار که پیشتر با نام برمه نیز در المپیک شرکت کرده است، تا پیش از این دوره موفق به کسب مدال نشده بود. دو ورزشکار این کاروان در این دوره هم نتوانستند مدالی به‌دست آورند.

## شرکت‌کنندگان
یک شناگر و یک بدمینتون‌باز، نمایندگان این کاروان در این دوره از المپیک بودند.
| ورزش     | مردان | زنان | مجموع |
| -------- | ----- | ---- | ----- |
| بدمینتون | ۰     | ۱    | ۱     |
| شنا      | ۱     | ۰    | ۱     |
| مجموع    | ۱     | ۱    | ۲     |